# Shine (cântec de Natália Kelly)
Shine(română:strălucire) reprezintă piesa cu care Austria participă la Concursul Muzical Eurovision 2013.Piesa este interpretată de Natália Kelly.